# Phil Alden Robinson
Phil Alden Robinson, född 1 mars 1950 i Long Beach, New York, är en amerikansk filmregissör och manusförfattare. Han fick en Oscarsnominering för Bästa manus efter förlaga för Drömmarnas fält (1989).

## Filmer, i urval
- 1989 – Drömmarnas fält
- 1992 – Sneakers
- 2002 – The Sum of All Fears
- 2017- The Good Fight